# Чемпіонат Німеччини з хокею 1939
Чемпіонат Німеччини з хокею 1939 — 23-й регулярний чемпіонат Німеччини з хокею, чемпіоном став клуб «EK Енгельманн».
Час та місце проведення матчів попереднього раунду не відомо, а фінальний раунд проходив у Берліні.

## Попередній етап

### Група А
- EK «Енгельманн»  — СК Берлін 1:2
- EK «Енгельманн»  — СВ Растенбург 2:0
- EK «Енгельманн»  — ХК Фюссен 3:0
- EK «Енгельманн»  — ЛТТЦ Рот-Вайс Берлін 5:0 (дискваліфікація)
- СК Берлін — СВ Растенбург 0:2
- СК Берлін — ХК Фюссен 2:0
- СК Берлін — ЛТТЦ Рот-Вайс Берлін 3:2 (ОТ)
- СВ Растенбург — ХК Фюссен 1:2
- СВ Растенбург — ЛТТЦ Рот-Вайс Берлін 4:1
- ХК Фюссен — ЛТТЦ Рот-Вайс Берлін 2:2 (ОТ)

| М  | Команда              | І | Пер | Н | Пор | Ш    | О |
| -- | -------------------- | - | --- | - | --- | ---- | - |
| 1. | EK «Енгельманн»      | 4 | 3   | 0 | 1   | 11:2 | 6 |
| 2. | СК Берлін            | 4 | 3   | 0 | 1   | 7:5  | 6 |
| 3. | СВ Растенбург        | 4 | 2   | 0 | 2   | 7:5  | 4 |
| 4. | ХК Фюссен            | 4 | 1   | 1 | 2   | 4:8  | 3 |
| 5. | ЛТТЦ Рот-Вайс Берлін | 4 | 0   | 1 | 3   | 5:14 | 1 |

Скорочення: М = підсумкове місце, І = ігри, Пер = перемоги, Н = нічиї, Пор = поразки, Ш = закинуті та пропущені шайби, О = набрані очки

### Група В
- СК Ріссерзеє — Дюссельдорф ЕГ 1:1 (ОТ)
- СК Ріссерзеє — Зелендорфер Веспен 2:0
- СК Ріссерзеє — Клагенфурт АС 2:0
- СК Ріссерзеє — Крефельдер ЕВ 4:1
- Дюссельдорф ЕГ — Зелендорфер Веспен 1:2 (ОТ)
- Дюссельдорф ЕГ — Клагенфурт АС 6:2
- Дюссельдорф ЕГ — Крефельдер ЕВ 5:3
- Зелендорфер Веспен — Клагенфурт АС 1:2
- Зелендорфер Веспен — Крефельдер ЕВ 4:2
- Клагенфурт АС — Крефельдер ЕВ 3:2

| М  | Команда            | І | Пер | Н | Пор | Ш    | О |
| -- | ------------------ | - | --- | - | --- | ---- | - |
| 1. | СК Ріссерзеє       | 4 | 3   | 1 | 0   | 9:2  | 7 |
| 2. | Дюссельдорф ЕГ     | 4 | 2   | 1 | 1   | 13:8 | 5 |
| 3. | Зелендорфер Веспен | 4 | 2   | 0 | 2   | 7:7  | 4 |
| 4. | Клагенфурт АС      | 4 | 2   | 0 | 2   | 7:11 | 4 |
| 5. | Крефельдер ЕВ      | 4 | 0   | 0 | 4   | 8:16 | 0 |

Клуб СК Ріссерзеє був дискваліфікований за неспортивну поведінку у матчі проти Дюссельдорф ЕГ 1:1.

## Півфінали
- СК Берлін — Дюссельдорф ЕГ 2:1
- EK «Енгельманн» — Зелендорфер Веспен 9:0

## Матч за 3-є місце
- Дюссельдорф ЕГ — Зелендорфер Веспен 1:0

## Фінал
- EK «Енгельманн» — СК Берлін 1:0

## Склад чемпіонів
Склад EK «Енгельманн»: Йозеф Вурм, Франц Хьонг, Хайм, Ганц Татцер, Оскар Новак, Ганц Шнайдер, Тшамлер, Отто Войт, Франц Цехетмеєр.